# Santa Maria d'Alcover
L'església de la Puríssima Sang de Santa Maria d'Alcover és un monument protegit com a bé cultural d'interès nacional del municipi d'Alcover (Alt Camp).

## Descripció
A partir dels elements que encara es conserven de l'església es pot dibuixar la planta original, d'una sola nau de 10 x 13 m., amb absis semicircular i parets de 2 m. de gruix. Romanen en peu gran part de mur lateral, on s'obria la porta d'accés, així com l'absis i el cor, si bé s'ha perdut l'altre mur lateral que recolzava en l'enderrocat edifici hospital-escola. Cal remarcar els capitells de l'interior de l'absis amb decoració escultòrica i la imposta amb bandes horitzontals incises, a més de la magnífica rosassa situada als peus de l'església. Contràriament la porta d'entrada és d'una gran austeritat, ja que tant els capitells que coronen les columnes com les arquivoltes i el timpà són llisos. L'obra es va fer amb carreus regulars de saldó vermell.

## Història
La factura de l'edifici el situa clarament a l'època romànica, si bé hi ha divergència d'opinions respecte a la seva datació concreta. No obstant això, el criteri general és de donar com a bona la data de final del segle xii. La tradició popular coneixia aquesta església amb el nom de "La Mesquita", nom que ha fet suposar l'existència anterior d'un temple musulmà. Vers la fi del segle xv va resultar insuficient i es va fer l'església nova. A la vella se celebrà culte fins a l'any 1783. L'any 1931 va ser declarada Monument Històrico-Artístic per ordre de Marcel·lí Domingo. L'edifici va resultar molt malmès en ser incendiat en els primers temps de la guerra de 1936. Poc després, el 1937, es va esfondrar gairebé totalment, i a més es van perdre retaules i talles de gran valor artístic. Actualment s'ha recuperat com a espai urbà, obrint-se al públic l'11 de setembre de 1979.